# 普祖尔亚述三世
普祖尔亚述三世（英語：Puzur-Ashur III）（？—前1479年），古亚述时期的亚述国王（公元前1503年—公元前1479年在位）亚述尼拉里一世继承人，他在位24年，兴建了不少亚述建筑。
| 前任： 亚述尼拉里一世 | 亚述国王 前1503年—前1479年 | 繼任： 恩利尔-纳西尔一世 |